# René Fusier
René, Jean, Maurice, Fusier, né le 31 janvier 1920 à Neuville-sur-Saône et mort le 5 janvier 1998 à Fleurieu-sur-Saône, est un résistant français[réf. à confirmer].

## Biographie

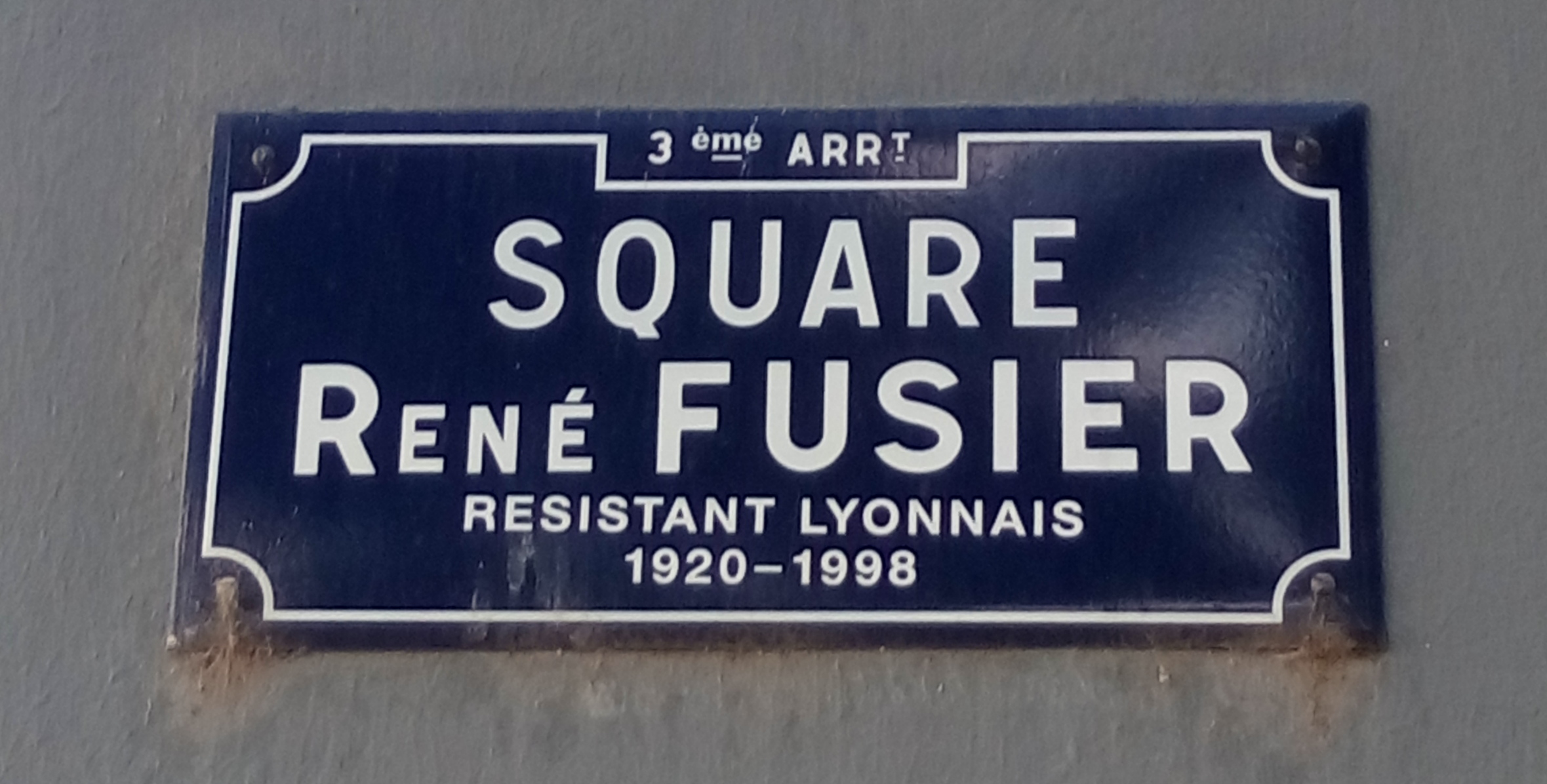
Plaque du square René-Fusier à Lyon.

Il était officier de Police principal aux Renseignements Généraux. Il voulait être pilote de chasse, mais la guerre lui a coupé les ailes. Il est donc entré dans la police, et a commencé comme simple inspecteur de police pour contrôler notamment les « garnis », c’est-à-dire les gens qui passaient une nuit ou deux dans de petits hôtels dans Lyon et les environs.
Sa position dans la police et son courage, lui ont permis de transmettre des documents sur les personnes visées par les rafles de la Gestapo à la résistance lyonnaise. Il a ainsi sauvé la vie de quelque 3 000 personnes de confession juive, de nationalité roumaine ou encore d'engagement communiste... Il était alors membre du réseau Noyautage des administrations publiques (NAP).
Klaus Barbie l'a fait arrêter car il avait des soupçons, et l’a interrogé toute une journée dans son bureau qui était situé place Bellecour, à Lyon, juste derrière la statue du Petit Prince avec Antoine de Saint-Exupéry. Il y a d’ailleurs une plaque à l’angle de la rue sur laquelle on peut lire que Klaus Barbie torturait les gens à cet endroit. René Fusier a été relâché par Barbie, mais il n’est pas rentré chez lui, et il a pris le Maquis. Il a participé à la libération de Lyon. René Fusier a été décoré de la Médaille de la Résistance, de la Croix de Guerre avec Palme, et de la Légion d’Honneur. Son épouse, Jeanne Marie-Louise Penel, née le 27 mai 1923 à Lyon, est décédée à Rillieux-la-Pape, le 25 juillet 2008. 
Plusieurs endroits portent le nom de ce résistant comme un square à Lyon et une rue à Meyzieu.